# Essenbæk Kirke
Essenbæk Kirke i Assentoft er sognekirken i Essenbæk Sogn i Randers Søndre Provsti i Århus Stift.

## Gammel Essenbæk Kirke
En tidligere kirke byggedes på en banke i Haldherred formentlig i det 12. århundrede, og kendes fra det 13. århundrede som Essenbæk (Eskingbec) – et navn som måske refererer til den nuværende Volkmølle Bæk. Forleddet esking betyder vist en beboer af Assentoft, men bækken synes senere at være navngivet efter en valkemølle, der med tiden dog benyttedes som kornmølle.

Kirken byggedes først i romansk stil som et langhus og nok et kor – indvendigt bestående af granitkampe murede omkring rå marksten, og udvendigt af granitkvadre. På kirkens nordlige og sydlige side var en simpel firkantet indgang, og kirkens loft var fladt og gipset. Senere nedreves koret, hvorefter langhusets østlige ende afgrænset af en spidsbuet korbue benyttedes som sådan, og den nordlige indgang tilmuredes. Nok også senere etableredes et lille rundbuet vindue på den nordlige side, og et tårn hvilende på fem piller indbyggede i langhuset og med pyramidetag af bly tilbyggedes over kirkens sydvestlige hjørne. Et våbenhus ved den sydlige indgang og en krydshvælving synes tilføjede i det 15. århundrede. Da var kirken indvendig 31¾ alen (19,93 meter) lang og 12¼ alen (7,69 meter) bred. Kirken stod i det nordvestlige hjørne af en ca. 65 meter lang og 65 meter bred kirkegård omhegnet af et 1,5 meter højt kampestensdige, sydvestligt i hvilket var en køreport og en gangport i en hvidkalket portal i senmiddelalderlig stil af munkesten. 
Allerede den 4. september 1424 kaldtes kirken Gammel Essenbæk (Gamel Essenbæk), og ejedes da af Essenbæk Kloster, som sammen med dets gods konfiskeredes af kongen i 1540. Da klosteret senere nedreves, førtes dets klokke til kirken.
Christen Skel Jørgensen købte den 7. september 1678 ”Kirkens Andel af Tienden af de nævnte Sogne, Herligheden over Præstegaardene og Degnebolene og alt Kirkernes tilliggende Jordegods og anden Herlighed samt Kaldsretten” omfattende bl.a. Essenbæk Sogn. Med denne såkaldte patronatsret var han reelt kirkens ejer, dog med ansvar for dens stand.
Da kunsthistorikeren N. L. Høyen i 1830 besøgte Essenbæk Kirke, tegnede han bl.a. dens kirkefont. I sommeren 1865, da arkitekten Johannes Frederik (Frits) Christian Uldall besøgte kirken, stod der dog en anden døbefont – denne i barokstil af træ, og forestillende en knælende figur bærende en kumme.
I efteråret 1865 reves den da faldefærdige kirke ned, men kirkegården bevaredes og benyttedes endnu nogle år. Noget af kirkens inventar, inklusive 10 af altertavlens figurer forestillende de 12 apostle, solgtes på auktion, men figurerne forestillende apostlene Jakob den Ældre og Peter tog mureren N. Schunck, der medvirkede ved nedrivningen. I 1894 gav han dem til Randers Museum, og to år senere gav lensgrevinde Christiane Scheel altertavlens figurer forestillende Kristus og Maria til museet. I 1910 rejstes en mindesten på kirkegården, og i 1971 føjedes trælåger til den da teglhængte portal i kirkegårdsdiget. Omkring mindestenen markeres kirkens hjørner nu af kantrejste natursten.

## Bygningshistorie
”Kirkeejeren” ville bygge en ny kirke i Assentoft, men det lokale sogneforstanderskab ville at en ny kirke ligesom den gamle skulle stå udenfor landsbyen. Kultusministeriet, som formidlede kommunikationen mellem de to parter, skønnede i 1866 at de ikke kunne enes, men i oktober 1868 begyndtes byggeriet af en ny kirke i Assentoft. Det var den første kirke Frits Uldall tegnede, og den 28. november 1869 indviedes denne nye Essenbæk Kirke af biskop Brammer. Dens klokke omstøbtes i 1885.
Efter at ”kirkeejeren” begærede sig ansvarsfri for kirkens stand, blev kirken i 1913 selvejende.

## Arkitektur
Kirken er bygget i rundbuestil af røde munkesten, på en sokkel af granitkvadre fra Gammel Essenbæk Kirke. Den består af et skib og kor i ét, indvendigt adskilt af en rundbuet triumfmur, samt en apsis mod øst, og mod vest et 26,4 meter højt tårn, inkl. et ottekantet spir, hvis underrum benyttes som våbenhus. Kirkens bjælkeloft er dækket med bly.
I kirken var prædikestolen, stolestaderne, indfatningerne af alterbilledet, og løvværket i bjælkeloftet i romansk stil da kirken indviedes. Alterbilledet var et maleri af A. Dorph forestillende Kristus og farisæerne.

## Inventar
Som altertavle står der en rose af kobber.
Alterstagerne er fra ca. 1600.
Døbefonten fra den tidlige middelalder er af granit i romansk stil, med relieffer af hoveder på stage, et korslam, en fugl og to løver på kummen. Den benyttedes som fuglebad i haven ved Gammel Estrup, til den i 1869 flyttedes til kirken. Den er nok identisk med døbefonten der i 1830 stod i Gammel Essenbæk Kirke.
På et pulpitur i kirkens vestlige ende står et firstemmigt orgel.

## Restaureringer

### 1967-1968
Mogens Henri Jørgensen maler skibets loft, prædikestol og stoleværk.

### 1985
Glasmosaikker af Mogens Henri Jørgensen indsættes i skibet.

### 1986
Der indsættes flere værker af Mogens Henri Jørgensen - en glasmosaik i koret, et glasmaleri i apsis, samt altertavlerosen.

### 1993
En glasmosaikrude af Mogens Henri Jørgensen indsættes.

## Omgivelser
På ca. tre tønder land omkring kirken anlagdes en kirkegård, der omgaves af en mur af tilhuggede sten mod syd og vest, et stendige mod nord og øst, samt beplantedes med nåletræer langs resten af dens nordlige rand. Efter at de nyligt begravede kister fra den gamle kirkegård som kunne holde til det flyttedes dertil natten før, indviedes den nye kirkegård af biskop Brammer og sognets præst Alfred Hjalmar Elmqvist den 28. november 1872.
Et ligkapel byggedes på kirkegården i 1930.

## Gravminder
I våbenhusets nordlige væg er indsat en stor gravsten med portrætrelieffer i halvfigur af Anne Nielsdatter, samt hendes ægtemænd Rasmus Pedersen og Bertel Henningsen. Den første af mændene var Essenbæk og Kristrups birkefoged til sin død i 1602, og efterfulgtes som sådan af den anden mand. Den ca. to meter lange og ca. halvanden meter høje sandstenstavle lå måske i Gammel Essenbæk Kirkes gulv.

## Præster
| År        | Præst                       |
| --------- | --------------------------- |
| Ca. 1500  | Peder Kat                   |
| Ca. 1537  | Magister Laurits            |
| Ca. 1570  | Christen Thomsen            |
| 1572-1583 | Thomas Christensen          |
| 1583-1619 | Rasmus Andersen             |
| 1619-1635 | Jens Hansen Bruun           |
| 1635-1674 | Jens Hansen Trige           |
| 1674-1704 | Hans Lauritsen Carlbye      |
| 1704-1724 | Laurits Hansen Trige        |
| 1724-1768 | Niels Bertelsen Brunow      |
| 1768-1787 | Frederik Pedersen Berg      |
| 1787-1809 | Frederik Bartholin Berg     |
| 1809-1839 | Jørgen C. Bloch Hegelund    |
| 1839-1863 | Christian Dinesen           |
| 1864-1890 | Alfred Hjalmar Elmquist     |
| 1890-1921 | Mads Chr. Andr. Østergård   |
| 1922-1937 | Jens Michael Mikkelsen      |
| 1938      | Viggo Anton Sophus Jan Pade |
| 1938-1979 | Børge Gabriel Barsøe        |
| 1980-1990 | Anna Stovgaard Nicolaisen   |
| 1991-     | Inger Lise Gram             |